# Cupido alexis
Cupido alexis är en fjärilsart som beskrevs av Stoll 1790. Cupido alexis ingår i släktet Cupido och familjen juvelvingar. Inga underarter finns listade i Catalogue of Life.